# Dendrobium braianense
Dendrobium braianense är en orkidéart som beskrevs av François Gagnepain. Dendrobium braianense ingår i släktet Dendrobium, och familjen orkidéer. Inga underarter finns listade i Catalogue of Life.